# Gmina Osiek Mały
Die Gmina Osiek Mały ist eine Landgemeinde im Powiat Kolski der Woiwodschaft Großpolen in Polen. Ihr Sitz ist das gleichnamige Dorf (deutsch Osiek Maly) mit 960 Einwohnern (2009).

## Gliederung
Zur Landgemeinde (gmina wiejska) Osiek Mały gehören folgende Dörfer mit einem Schulzenamt (solectwo):
Borecznia Wielka (1943–1945 Orchheim)
Dęby Szlacheckie (1943–1945 Adeleichen)
Drzewce
Felicjanów (1943–1945 Blütenau)
Grądy
Lipiny (1943–1945 Lüppdorf)
Łuczywno (1943–1945 Kiendorf)
Maciejewo (1943–1945 Finkenberg)
Młynek (1943–1945 Mühlenberg)
Moczydła
Nowa Wieś (1943–1945 Neudorf)
Nowe Budki (1943–1945 Neuhütten)
Nowy Budzisław (1943–1945 Neuehrenfeld)
Osiek Mały (1943–1945 Kleinredern)
Osiek Mały-Kolonia
Osiek Wielki (1943–1945 Großredern)
Rosocha (1943–1945 Gabelsweiler)
Smólniki Osieckie (1943–1945 Allershausen)
Smólniki Racięckie (1943–1945 Rosenfelde)
Stare Budki (1943–1945 Althütten)
Stary Budzisław (1943–1945 Ehrenfeld)
Szarłatów (1943–1945 Charlottenberg)
Trzebuchów (1943–1945 Steinacker)
Witowo (1943–1945 Lichtenheim)
Zielenie
Weitere Ortschaften der Gemeinde ohne Schulzenamt sind Dęby Szlacheckie (kolonia) und Żeromin.